# Цвијо Кукољ
Цвијо Кукољ (Отиш, код Санског Моста, 10. април 1917 — Хамбарине код Приједора, 22. март 1944), учесник Народноослободилачке борбе и народни херој Југославије.

## Биографија
Био је по занимању шумски радник. Члан Комунистичке партије Југославије (КПЈ) је постао јануара 1942. године.
Погинуо је као командир чете Шесте ударне бригаде крајишке Четврте ударне дивизије у борби против немачких јединица.
Указом председника Федеративне Народне Републике Југославије Јосипа Броза Тита, 27. новембра 1953. године, проглашен је за народног хероја.